# Провалы в Березниках и Соликамске
Прова́лы в Березника́х и Солика́мске — проседания грунта и техногенные землетрясения на территории Верхнекамского месторождения калийно-магниевых солей.
Березники и Соликамск, второй и третий по величине города́ Пермского края, расположены на шахтных выработках Верхнекамского месторождения. В частности, в Березниках бо́льшая часть жилой застройки расположена над шахтами Березниковского рудоуправления (БРУ-1) предприятия «Уралкалий». На некоторых участках пусто́ты расположены всего в 250—300 м от поверхности.
О возможных проседаниях грунта и опасности обрушения домов учёные впервые заговорили ещё в середине 1970-х годов.

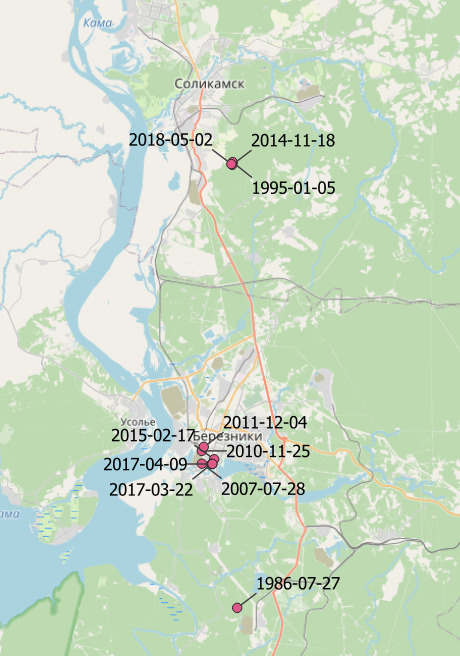
Карта провалов в Березниках и Соликамске

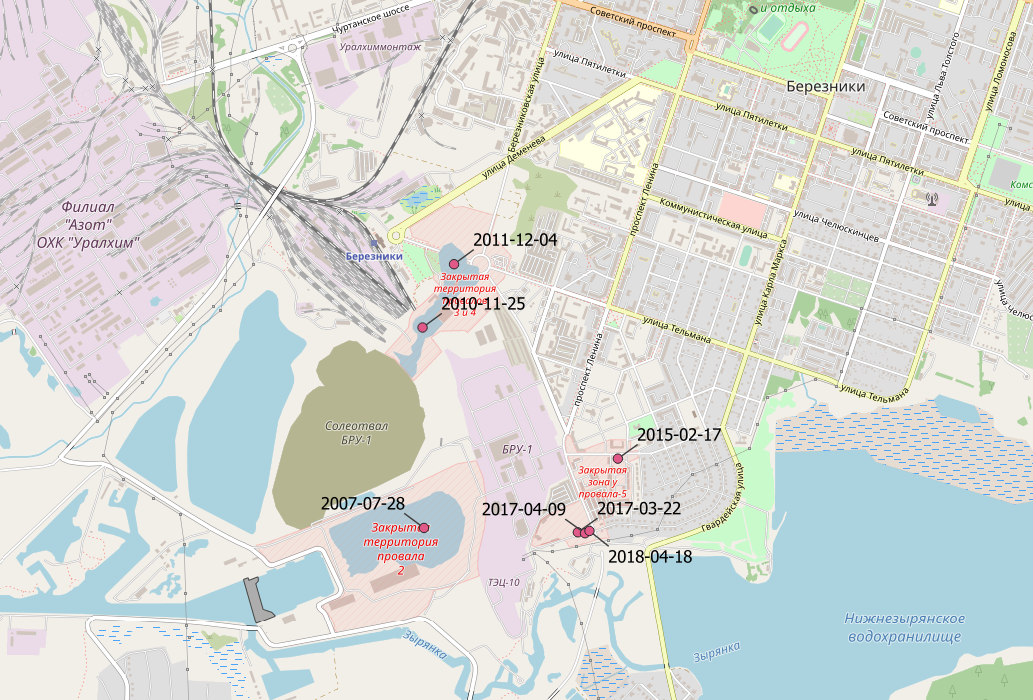
Карта провалов на юго-западе Березников в промзоне

Наиболее драматичные события произошли в связи с аварией на первом руднике. В сжатые сроки была проложена линия Яйва — Соликамск, ставшая одной из крупнейших строек ОАО «РЖД». Спустя несколько лет после аварии была частично разрушена железнодорожная станция Березники, а при засыпке провала у здания Березниковского шахтостроительного управления погиб водитель автопогрузчика, 52-летний Геннадий Парфёнов.
В ноябре 2013 года из-за оседаний грунта был закрыт единственный сохранившийся в городе в советские годы Храм Усекновения Главы Иоанна Предтечи.

## История

### Пересечение скважины на втором руднике
В 1982 году на шахтном поле БКПРУ-2 комбайном была пересечена поверхностная геологоразведочная скважина. Околоскважинный целик был оставлен в месте с ошибочными координатами. Качество тампонажа скважины оказалось высоким, что позволило избежать аварии. По решению правительственной комиссии вокруг выработки был возведён искусственный целик.
Когда в 1986 году началась течь в камере БКПРУ-3, первой озвученной заместителем министра химической промышленности СССР Р. С. Пермяковым версией была следующая: «Некачественный тампонаж СГРП ранее пробурённых геологоразведочных скважин, вследствие чего вода в рудник проникает через них». В течение двух месяцев срочно сформированные бригады разбуривали стволы старых скважин вокруг места течи. Версия не подтвердилась: качество тампонажа оказалось выше нормы.

### Авария на третьем руднике
В 1930-е годы были построены первые рудники сначала в Соликамске, а затем и в Березниках. Их строительство велось в достаточно благоприятных горно-геологических условиях залегания месторождения. Строительство второго рудника в Березниках велось в более сложных условиях. Из-за низкой устойчивости пород кровли пришлось вместо буровзрывного использовать комбайновый способ отбойки руды. Был уменьшен поперечный пролёт очистных выработок с 10—16 до 3—6 м с арочной формой выработок. Начали проявляться внезапные выбросы соли и газа при отработке сильвинитовых пластов. В ещё более сложных геологических условиях оказалось шахтное поле третьего березниковского рудника.

#### 1986 — первый провал
11 января 1986 года в одной из камер горных выработок третьего рудника были обнаружены струйки рассола. Локализовать нарастающий подземный поток не удалось.
К середине марта мощность потока превысила 1000 м³/ч. Началось затопление горных выработок. В ночь с 26 на 27 июля севернее солеотвала комбината, в лесном массиве, образовался первый провал, который сопровождался взрывом газов и мощными световыми вспышками. В августе провал заполнился водой. Из-за низкого расположения грунтовых вод над поверхностью воды остались крутые края воронки, высотой около 20 м. Провал перереза́л небольшой лесной ручей, благодаря чему образовался маленький водопад.
За провалом на БКРУ-3 ведёт наблюдение геологическая служба «Уралкалия»: два раза в год, ранней весной и осенью, проводятся замеры глубины провальной впадины. В 1988 году глубина составляла 105 м, в 1992 — 74 м. В феврале 2000 года — 52 м. В районе провала установлены измерительные приборы по наблюдениям за оседанием земной поверхности. Скорость оседания сократилась с 700 мм в год в 1986 году до 12 мм в год в 1999 году.
В 2010-х годах продолжался рост нескольких оврагов, а на поверхности зеленоватого озера плавали стволы упавших деревьев. Воронка имеет вытянутую форму. Размеры по поверхности воды около 150×70 м, по кромке леса — 210×110 м.

#### Последующие события
25 октября 1993 года зарегистрировано техногенное землетрясение силой 4 балла по шкале Рихтера в районе БРУ-3.
5 января 1995 года произошло сильное техногенное землетрясение в Соликамске (эпицентр находился в 35 км от города, за пределами жилой застройки). Были зафиксированы пять толчков от 3,5 до 5 баллов. В итоге на первой и второй северо-восточных панелях Соликамского калийного рудоуправления (СКРУ-2) грунт осел на 3—4 м. Площадь просевшего участка составила 950×750 м.
9 октября 1997 года в Березниках произошло техногенное землетрясение силой 4 балла с эпицентром в районе второго и третьего рудоуправлений (по данным Соликамского сейсмологического поста, находящегося в шахте).
Всего за период с октября 1993 по ноябрь 2005 было зафиксировано несколько сотен техногенных землетрясений силой от 2 до 5 баллов.

Март 2012, пустующее здание школы-интерната. Видны трещины в стенах и металлические стяжки между этажами

Трещины в стенах домов по ул. Менделеева, 1 и Степанова, 50 (рядом со школой-интернатом). Видны металлические стяжки между этажами

В 1998—2001 годах произошли небольшие провалы почвы возле посёлка Новая Зырянка (территория выработок БРУ-1), резкое проседание почвы в районе речного порта, трещины в стенах нескольких жилых домов и школы-интерната в Березниках (ул. Менделеева). Геологами, геофизиками и геомеханиками ОАО «Галургия» и Горного института отмечены шесть потенциально опасных зон города. Кроме названных выше, это жилой микрорайон, ограниченный улицами Свердлова, Юбилейная, Мира, Пятилетки, плотина Первого (Семинского) пруда и район городских очистных сооружений. Специалистами пермского Горного института был сделан прогноз: с 2003 года ожидается рост подземных подвижек с пиком в 2006 году. Как показало время, общий прогноз был верным. Однако, по существующим фактам, точное время и место ни одного из провалов не были реально спрогнозированы. Даже районирование по ускоренным оседаниям и инструментальный мониторинг состояния породного массива не позволяют предугадывать сроки и объёмы следующих провалов.
После аварии на третьем, на первом руднике начались работы по закладке шахтных выработок под городскими кварталами. В 2001 году оставшийся объём работ оценивался в 27,4 млн м³.

### Авария на первом руднике

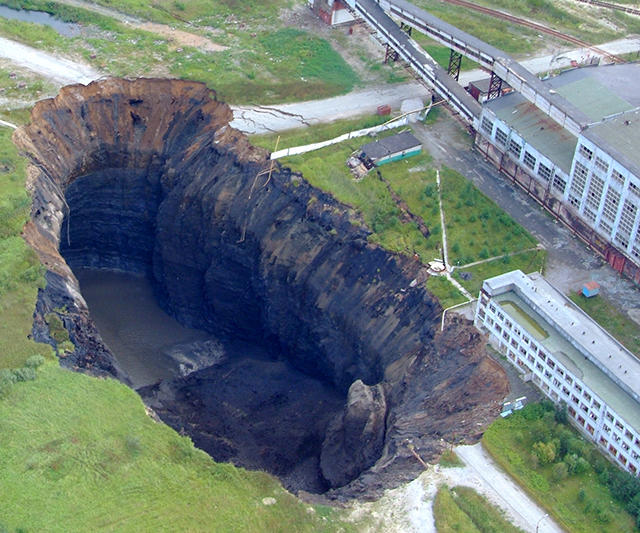
Провал в Березниках на БРУ-1

В октябре 2006 года на одном из участков БКПРУ-1 было обнаружено увеличение притока рассола. Спустя 10 дней приток рассола достиг 1200 м³ в час. После неудачной попытки возобновить работы руководством компании было принято решение затопить рудник. 28 октября в 11:00 (9:00 мск) откачка рассолов была прекращена, люди были выведены на поверхность.
22 ноября 2007 года, через пять месяцев после появления второго провала, была образована Правительственная комиссия по недопущению негативных последствий техногенной аварии в Березниках. В комиссию входили вице-премьер Правительства РФ Аркадий Дворкович (председатель), министр регионального развития Игорь Слюняев (заместитель председателя), руководитель Росприроднадзора Владимир Кириллов, руководитель Роснедр Александр Попов, глава МЧС Владимир Пучков, глава Минприроды Сергей Донской, руководитель Роспотребнадзора Геннадий Онищенко, губернатор Пермского края Виктор Басаргин, гендиректор «Уралкалия» Владислав Баумгертнер и глава Березников Сергей Дьяков.
До аварии на первом руднике на территории Верхнекамского месторождения был только один провал. По мере роста числа березниковских провалов у них стали появляться народные названия: № 1 — «Дальний родственник», № 2 — «Большой брат», № 3 — «Малыш», № 4 — «Кроха», № 5 — «Дачник» или «Скрудж» (от СКРУ-2), № 6 — «Блинчик» (появился на Масленицу 2015 года), «Гимназист» (рядом школа № 26) или «Пятачок» (пятый в Березниках). Ещё не появившемуся провалу по ул. Котовского в Березниках заранее дано имя «Котя».

#### 2007 — провал на месте аварии
В мае 2007 года было закончено строительство отсечной дамбы на промканале, что ликвидировало опасность попадания большого объёма воды из Камы в зону возможного провала. К этому времени в рудник объёмом 85 млн м³ поступило только 11 млн м³ подземных вод и рассолов.
28 июля 2007 года на территории рудника в районе фабрики технической соли произошёл провал земли. В результате обрушения грунта размеры воронки составляли 50×70 м, глубина — около 15 м. Воронка образовалась в месте прорыва грунтовых вод в первый рудник около охранного целика разведочной скважины № 17, пробурённой в 1928 году.
26 ноября была завершена ликвидация шахтного ствола № 2 и приступили к финальной стадии ликвидации ствола № 1. Предстояла ликвидация стволов № 3 и № 4. Расстояние от провала до построенной резервной железнодорожной ветки составляло 115 м. Была построена дамба стоимостью 70 млн рублей, которая предотвратила возможное попадание в рудник вод реки Кама и позволила снизить приток воды в рудник на 300 м³/ч. Общие затраты по приготовлению и закачке рассолов с момента аварии к этому времени достигли 240 млн рублей.
К 4 мая 2008 года размеры внешней воронки составляли 385×270 м, размеры воронки в коренных породах — 330×230 м. С 27 мая из-за заполнения поступающими рассолами вентиляционного штрека по пласту В принудительная вентиляция рудника была прекращена. Отвод газовоздушной смеси из шахты производился по трубопроводам через стволы № 3 и 4. К июню на дне воронки образовалось небольшое озеро.
В ноябре 2008 года полностью завершился процесс затопления горных выработок первого рудника и начался процесс заполнения провала водой и восстановления сдренировавших запасов подземных вод водоносных горизонтов надсолевого комплекса пород. Радиус депрессионной воронки вокруг провала оценивался в 1 км. А процесс восстановления сопровождался газовыделением. К этому времени размеры внешней воронки достигли 437×323 м, воронки в коренных породах — 405×290 м.
15 февраля 2009 года началось распространение воды из провала на участки пониженных форм рельефа в западном направлении. К этому времени размер воронки составлял 446×328 м, а прирост уровня воды 0,1 м в сутки.. Наблюдения за уровнем подземных вод осуществлялись ежесуточно прямым замером уровней рассолов в стволе № 3 и дистанционными измерениями уровня воды в воронке провала. Расстояние до железнодорожных путей составляло 80 м.
По состоянию на 24 ноября 2011 года расстояние от восточного края воронки до железнодорожных путей составляло 69 м, абсолютная отметка уровня воды в воронке — 109,98 м.
В 2014 году абсолютная отметка уровня воды в воронке провала составляла 110,17 м. Изменения носили сезонный характер, уровень сейсмической активности был низкий.
На 11 февраля 2015 абсолютная отметка уровня воды в воронке провала составила +109,66 м. Уровень сейсмической активности в районе провала низкий — событий, вызванных процессами разрушения в горных породах, не выявлено.

#### 2010 — провал на станции Березники
25 ноября 2010 года на станции Березники, которая расположена над затопленным БРУ-1, произошёл новый провал. В результате был прекращён транзит через станцию Березники, все 14 путей грузового, пассажирского и сортировочного парка были укорочены на одну треть и стали тупиковыми, что сильно усложнило работу станции и привело к росту времени на формирование и расформирование составов.
Через год провал был засыпан, однако из-за продолжающихся оседаний к восстановлению станции так и не приступили.

#### 2011 — провал у шахтостроительного управления

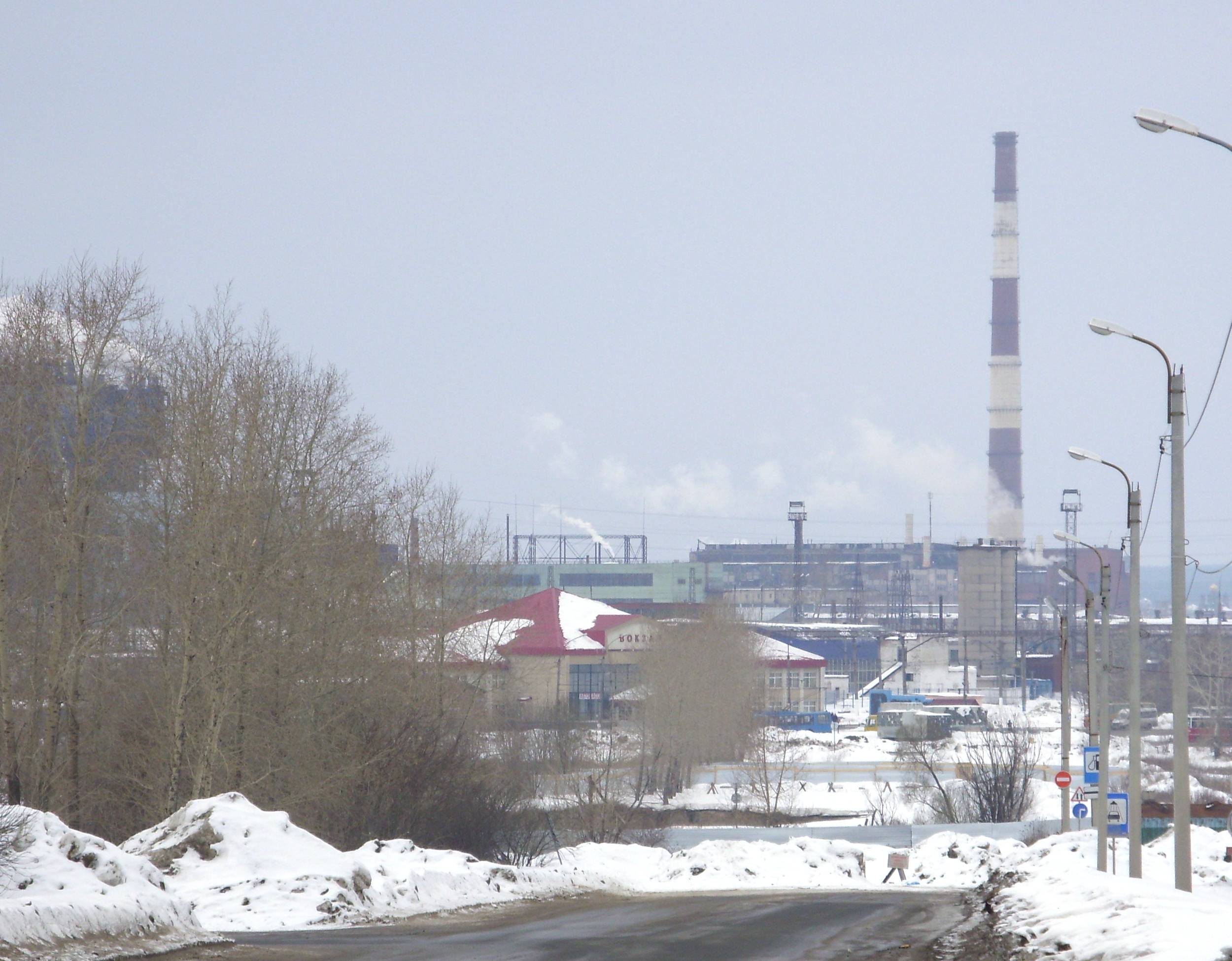
Вид на вокзал в западном направлении, перед ним виден затопленный провал (с перекрёстка улиц Тельмана и Калинина)

В апреле 2011 года на территории дочернего предприятия «Уралкалий» было зафиксировано увеличение скорости проседания грунта до 37 мм в месяц, при этом скорость постоянно увеличивалась. Было высказано предположение, что началось образование четвёртой воронки. Был ограничен доступ людей в опасную зону.
4 декабря 2011 года севернее здания административно-бытового корпуса Березниковского шахтостроительного управления (АБК БШСУ) произошёл новый провал. Его размеры составили 15×10 м.
Через два дня размеры воронки выросли до 22×30 м, 9 декабря размеры воронки увеличились до 24×34 м. В центре расположенной в 130 м от воронки круговой автомобильной развязки были зафиксированы оседания со скоростью 21 мм в месяц.
17 января 2012 года размеры воронки составляли 78×52 м, 9 февраля — 82×64 м. 9 февраля в районе южного борта воронки произошло обрушение грунта размером 18×20 м. Место обрушения соединено с воронкой и заполнено водой.

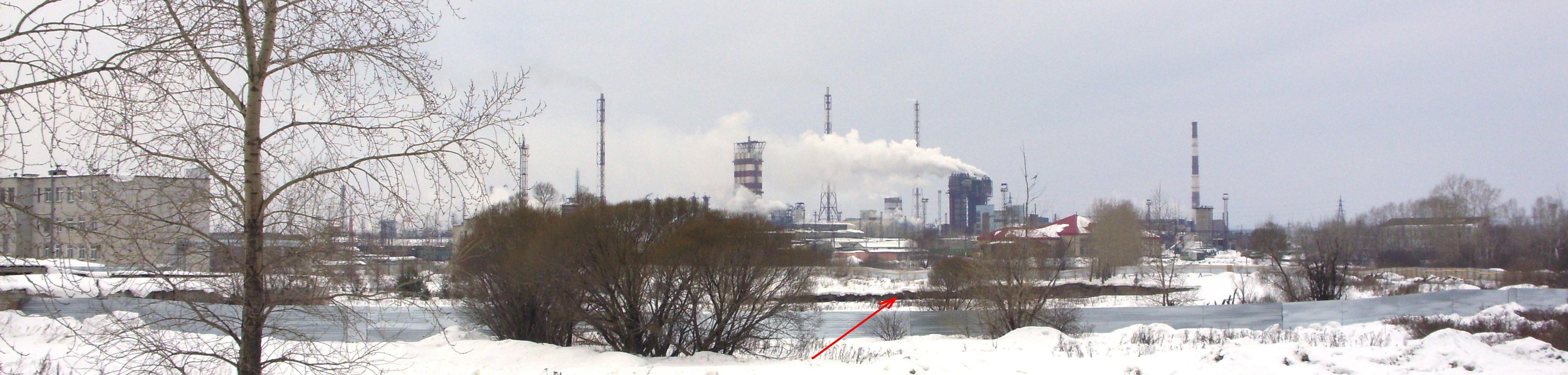
Четвёртый провал. Март 2012. Крайнее слева здание — АБК БШСУ, на заднем плане — филиал «Азот» компании «Уралхим» и здание железнодорожного вокзала

2 августа 2012 началась засыпка четвёртой воронки. Её размеры на эту дату составляли 101×97 м.
В ночь на 12 сентября в 03:46 в ходе работ обрушилась стенка частично засыпанного провала, и в образовавшуюся воронку упали погрузчик с водителем и два бульдозера.
По данным комиссии, это было вызвано проседанием дна воронки под давлением, созданным 360 тыс. тонн песчано-гравийной смеси. Одной из причин образования провала у АБК БШСУ, по мнению комиссии, является то, что в затопленном Первом руднике находится рассол, насыщенный солями натрия и калия, но не насыщенный солями магния. Поэтому обнажённый и обрушенный карналлит подвергается разложению с образованием пустот.
Как стало известно позже, событию предшествовали 17 микроземлетрясений, зафиксированных в Соликамске и Усольском районе. Первый отмеченный толчок был в 3:12 местного времени, обрушение стенки произошло в 03:46. На предотвращение имелось около 30 минут.
12 октября 2012 года было возбуждено уголовное дело по статье «Причинение смерти по неосторожности».
На 25 апреля 2013 размеры воронки составляли 122×131 м. АБК БШСУ проседает на 16 см в месяц, наибольшая скорость оседания между «Крохой» и частными гаражами — до 24 см в месяц. «Уралкалием» прорабатывался вопрос ликвидации провала методом гидронамыва.
Быстрое оседание краёв привело к декабрю 2013 года к образованию двух озёр. Одного на месте провала, другого — немного западнее.
На 7 августа 2014 года размеры воронки составляли 132×137 м.
В октябре 2014 года в районе северо-западного и северо-восточного бортов воронки была зарегистрирована серия слабых сейсмических событий.
По состоянию на начало 2015 года по периметру воронки с западной и северной сторон скорости оседаний составили 1—14 мм/месяц, с юго-восточной стороны у АБК БШСУ (в районе гаражного кооператива «Кардан») — 175 мм/месяц. Как и в предшествующие периоды, это максимальное значение для «Крохи». За период с 14 января по 11 февраля скорости оседаний на опорах недействующего газопровода, проходящего по территории БШСУ составили 2—25 мм/месяц, на здании электромеханического цеха — 2—4 мм/месяц, внутри автодорожного кольца — 8—11 мм/месяц, на АБК БШСУ — 102 мм/месяц, на здании ремонтного бокса — 17 мм/месяц. В районе пересечения улиц Березниковская и Тельмана скорости оседаний составили 0—2 мм/месяц.
По результатам дистанционных наблюдений в конце 2015 года размеры воронки севернее АБК БШСУ составляли 135×144 м.

#### 2015 — провал южнее школы № 26
Оседания
В октябре 2012 года представители Горного института Уральского отделения РАН объявили о новой зоне повышенного оседания почвы в районе Березниковского филиала ОАО «Галургия». Первоначально границы зоны были ограничены улицами Максима Горького, Калийная, зданием БФ ОАО «Галургия» и частью гаражей, примыкающих к зданию.

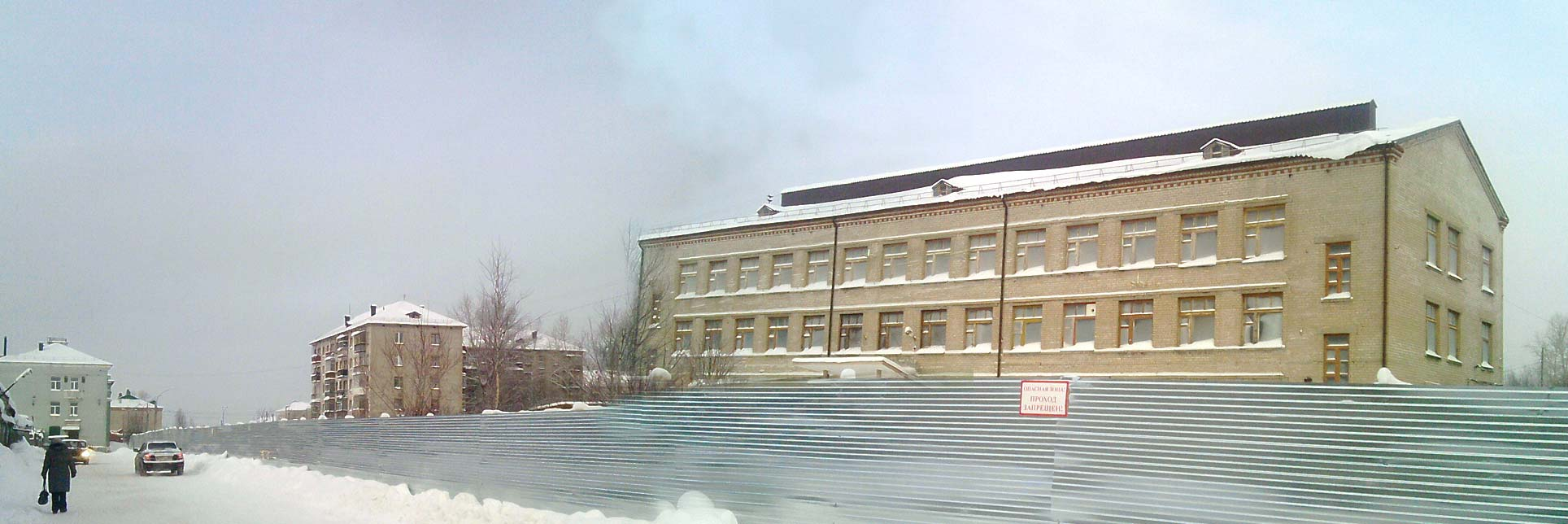
Потенциально опасная зона 8 января 2013 года. Слева направо: здание Управления БРУ-1; дом № 1 по улице Горького; на переднем плане — НИИ галургии

С август по сентябрь по данным космических и наземных наблюдений отмечается устойчивая тенденция увеличения оседаний земной поверхности в районе площади Решетова. В этом месте в 1940—1950-х годах велась отработка карналлитового пласта, а в 1950-х годах на этом же участке был отработан сильвинитовый пласт. В целях обеспечения безопасности принято решение ограничить доступ людей в потенциально опасную зону.

5 декабря 2012 года на очередном заседании комиссии по предупреждению и ликвидации чрезвычайных ситуаций было принято решение расширить границы зоны, установив их между рядами гаражного кооператива «Техник» и улицами Гастелло, Калийная и Максима Горького.
В конце декабря 2012 года опасная зона была огорожена.
С 21 декабря в районе площади Решетова перекрыта автомобильная дорога, ведущая в посёлки Чкалово и Нартовка. Движение легкового и пассажирского транспорта будет осуществляться через посёлок Зырянка, грузового — по территории БРУ-1.

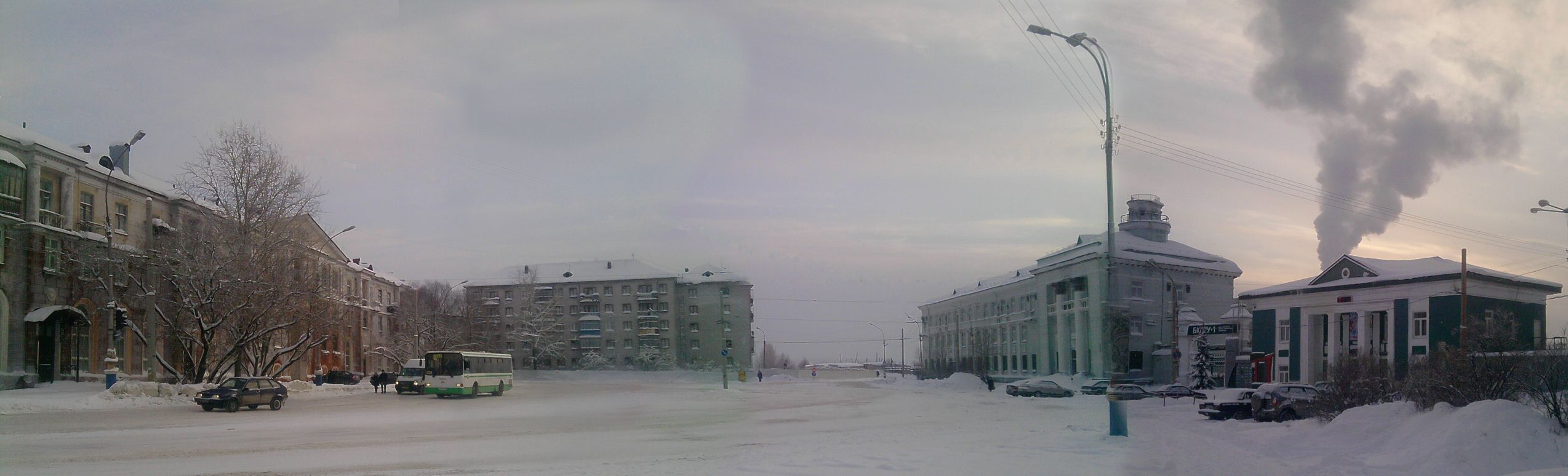
Площадь Решетова 8 января 2013 года. Слева направо: дом по пр. Ленина, 2; дом по ул. Максима Горького, 1 (видно ограждение вокруг опасной зоны); здание управления БРУ-1; проходная БРУ-1

Вечером 3 апреля 2013 года на площади Решетова образовались трещины в асфальтовом покрытии. Размеры самой крупной трещины — ширина около 2—3 см, глубина около 40 см, длина 17—20 м.Глава города распорядился снести дом № 2 по проспекту Ленина (крайнее слева здание на фото площади Решетова). По состоянию на март 2017 года дом так и не был снесён.

На внеочередном заседании комиссии по ЧС и ПБ приняты решения: усилить охрану территории, разрешить движение транспорта до пр. Ленина, 10 (бывший ДК калийщиков), оборудовать проход и проезд для сотрудников ТЭЦ-10, прихожан церкви Иоанна Предтечи, владельцев гаражей ГСК «Техник-98», «Калиец» через территорию БКПРУ-1. Также приняты решения установить забор по краю дома 2 по пр. Ленина до ШБК-3, провести работы по переключению водовода, проходящего через дом 2 по пр. Ленина. Специалистам ОАО «Уралкалий», Горного института УрО РАН, ОАО «Галургия» поручено провести исследования площади Решетова.

По данным на 25 апреля 2013, наибольшая скорость оседания в этой зоне составляет 13 см в месяц (в районе здания БФ ОАО «Галургия» и спортплощадки).
В июле 2014 года было демонтировано здание Управления БРУ-1 и помещение бывшего медвытрезвителя на ул. Тельмана.

Панель переходного периода — территория в г. Березники размерами примерно 800 на 800 метров, ограниченная пл. Решетова, ул. Котовского, ул. Гастелло. В зоне панелей переходного периода в 1944—1946, 1963—1964 годах отрабатывался пласт карналлита (В), в 1948—1954 годах разрабатывался соседний пласт сильвинита (АБ).

За период с 9 июля по 6 августа 2014 года над «Панелями переходного периода» (зона выработки карналлита в районе здания ОАО «Галургия». скорости оседаний составила 2—128 мм/месяц, на спортивной площадке (в районе дома № 9 по ул. Калийная) — 51—72 мм/месяц, на территории гаражного кооператива «Техник» — 50—35 мм/месяц, по ул. Шевченко от гаражного кооператива «Техник» до ул. Гастелло — 35—17 мм/месяц, в районе дома № 31 по ул. Котовского (южная граница ППП) — 4—128 мм/месяц, на здании ОАО «Галургия» — 38 мм/месяц, на доме № 1 по ул. Горького — 32—35 мм/месяц, на здании бывшей школы № 26 — 11—51 мм/месяц.
Специалисты Горного института УрО РАН и ОАО «Галургия» давали прогноз, что в пределах панелей переходного периода существует вероятность образования нового провала в 2015 году.
По наблюдениям с 7 января по 4 февраля 2015 скорости оседаний на спортивной площадке (в районе дома № 9 по ул. Калийная) составили 33—73 мм/месяц, на территории гаражного кооператива «Техник» — 27—37 мм/месяц, в районе дома № 31 по ул. Котовского (южная граница ППП) — 158—195 мм/месяц, на здании ОАО «Галургия» — 26—29 мм/месяц, на доме № 1 по ул. Горького — 22—28 мм/месяц, на здании бывшей школы № 26 — 11—41 мм/месяц.
Провал
17 февраля 2015 около 12:30 по местному времени при мониторинге северной границы ППП в районе бывшей школы № 26 обнаружена воронка на земной поверхности диаметром 5 м. Образовался шестой провал (пятый на территории Березников) на шахтных полях Верхнекамского месторождения калийных и магниевых солей (ВКМКМС). В 17:00 в городской администрации Березников началось экстренное заседание комиссии по ЧС. Был принят ряд решений: усилить охрану территории и организовать постоянное видеонаблюдение за развитием ситуации, составить прогнозные значения по габаритам воронки и разрушениям в горных породах этого района. Также до конца недели обеспечить перенос электросетей из зоны провала.
Директор Горного института УрО РАН Александр Барях заявил, что, возможно, оседание пойдёт в сторону площади Решетова у проходной БКПРУ-1 ОАО «Уралкалий» и что прогнозируются ещё две опасных зоны, за городом: у деревни Зырянка и дальше в тайге.
19 февраля над провалом был поднят аэростат с видео/фотоаппаратурой. На 25 февраля размеры воронки составляли 6х7,5 м.
По итогам наблюдений, с 4 февраля по 4 марта величина оседания на спортивной площадке, в районе дома № 9 по ул. Калийная (50 м к западу от нового провала), составила 39—75 мм/месяц, на территории гаражного кооператива «Техник» — 30—49 мм/месяц, в районе дома № 31 по ул. Котовского — 159—193 мм/месяц, на здании ОАО «Галургия» — 28 мм/месяц, на доме № 1 по ул. Горького — 24 мм/месяц, на здании бывшей школы № 26 — 21—48 мм/месяц.
4 марта 2015 в СМИ появились сообщения об образовании воронки в подвале многоквартирного дома № 9 по проспекту Ленина (500 м к северо-востоку от проходной БРУ-1, около 800 м к востоку от засыпанной воронки на станции «Березники»). Работники коммунальных служб за несколько часов полностью засыпали яму в подвале и сверху залили бетоном.
20 мая 2015 на очередном заседании комиссии по предупреждению и ликвидации чрезвычайных ситуаций было, помимо прочего, сообщено об увеличении размеров провала у бывшей школы № 26. Размеры воронки составляли 22×22 м, это связано с оползанием бортов провала. Значения сейсмоактивности оставались на уровне февраля 2015 года. По состоянию на 22 июля размеры воронки увеличились и составляли 26×28 м. За период с 22.07 по 19.08.2015 размеры провала составили 27×29 м.
По итогам наблюдения за период с 11 ноября по 9 декабря скорости оседания в районе спортивной площадки составили 26—33 мм/месяц, на территории гаражного кооператива «Техник» — 18—43 мм/мес, на здании ОАО «Галургия» — 22—24 мм/мес, на доме № 1 по ул. Горького — 16 мм/мес, на здании бывшей школы № 26 — 9—41 мм/месяц.

#### 2017 — провалы на улице Котовского
11 февраля 2015 года на заседании комиссии по предупреждению и ликвидации чрезвычайных ситуаций (КЧС) было объявлено об образовании прогиба (мульды сдвижения) диаметром около 30 м и глубиной 5 м в районе домов № 28—33 по ул. Котовского.
За период с 23 июня по 22 июля 2015 в районе домов № 28-33 по ул. Котовского установлено ускорение процесса сдвижения. Глубина мульды составила более 6 м, вероятно образование нового провала в ближайшем будущем.
Результаты наблюдений с 22 июля по 19 августа 2015 показали замедление оседания в районе ППП. Наибольшие скорости оседаний, как и в прошлые периоды, наблюдались в юго-западной части опасной зоны (в районе дома № 31 по улице Котовского скорости оседания составили 190 мм/месяц). Суммарное оседание в эпицентре мульды достигло 6,61 м.
По итогам наблюдения за период с 11 ноября по 9 декабря 2015 скорости оседания в районе дома № 31 по улице Котовского составили 79—203 мм/месяц.
В апреле 2016 скорость оседания в районе дома № 31 по ул. Котовского составила 23,8 см/мес.
С 9 ноября по 14 декабря 2016 величина оседания в районе дома № 31 по ул. Котовского составила 208 мм/месяц.
За период с 3 февраля по 7 марта 2017 года скорости оседания в районе ул. Котовского составили 205 мм в месяц.
22 марта 2017 года около 10:00 в юго-западной части ППП в районе дома № 29 по улице Котовского выявлен провал земной поверхности. Это седьмой провал на шахтных полях ВКМКМС (шестой на территории Березников). По результатам наблюдения с БПЛА размеры воронки составляют 2,2×2,4 м. Мульда оседания в данном районе сформировалась в начале 2015 года. За 2 года величина оседания земной поверхности составила более 10,5 м с эпицентром в районе бывших домов № 29, 31 по ул. Котовского.
9 апреля 2017 в 21 м восточнее дома № 29 по ул. Котовского образовалась новая воронка. Её размеры в апреле составляли 7,5×9 м, глубина — 8 м.

#### 2018 — провал на улице Котовского
18 апреля 2018 года около 10:00 в районе дома № 33 по ул. Котовского при маркшейдерском наблюдении ограждённой территории в юго-западной части опасного участка «Панели переходного периода» была обнаружена провальная воронка. Размеры воронки 4,5×7,5 м, глубина около 3,5 м. Это третий провал на улице Котовского (восьмой на территории Березников).

#### Оседание грунта на юго-востоке Березников
С момента затопления рудника БРУ-1 фиксируются оседания почвы в юго-восточной части города: деревни Семино, Быгель и Суханово, ул. Набережная, пер. Быгельский и начало ул. 30 лет Победы.
В районе деревень Быгель и Суханово оседания были выявлены в 2006—2007 годах, после затопления рудника увеличились, за период с сентября 2008 года по май 2009 года вновь снизились до значений, соответствующих 2006—2007 годах. С 4 мая по 24 сентября 2009 года скорости оседаний в районе деревень остались на уровне предыдущего периода (сентябрь 2008 — май 2009): от 49 мм/год (максимальные) до 28 мм/год. В районе ул. 30 лет Победы и пер. Быгельский скорости оседаний составили с сентября по ноябрь 2009 года 1—2 мм/месяц. В районе улиц Юбилейная и Набережная скорости оседаний составили за этот же период 1—4 мм/месяц. За период с сентября 2009 по апрель 2010 года скорости оседаний в районе деревень Быгель и Суханово уменьшились и составили от 27—29 мм/год (максимальные) до 13—15 мм/год. Наблюдения, выполненные с декабря 2009 по апрель 2010 года показали: в районе пос. Семино оседания составили 0—4 мм/месяц. С 24 апреля 2017 года по 9 апреля 2018 года скорости оседаний в южной части деревни Быгель составили 35—47 мм/год. Такая же скорость проседания наблюдается, например, на перекрёстке ул. Тельмана и Березниковской вблизи провала «Кроха».

### Расселение аварийных домов
После затопления первого рудника усилились подвижки грунта в городской черте. Как следствие, резко возросло число аварийных зданий (хотя растрескивание стен на отдельных домах наблюдалось и до 2007 года). Муниципальные и краевые власти начали принимать меры по переселению жильцов из аварийных домов. В июне 2007 года в список домов, подлежащих расселению, вошли дома по улице Свободы 2, 2А. 4А, 16, 17, 19, 21, Преображенского № 7, 9, 11, 13, Гастелло № 18 и 22, Рудничной — с 1 по 4 дом включительно, по улице Калийная № 1, 4, 6, 9, Горького № 1, Панфилова — 1Б, Азотчиков — 22, по проспекту Ленина — 1, 2, 4, 6 и 8-й. Из объектов социальной сферы — это две школы — 26 и 21 (на Нартовке) и два детских сада.
По официальной версии причиной образования трещин и разрушения домов стали строительные недочёты, в том числе отсутствие конструктивных мер защиты от оседаний земной поверхности, которые не продумывались строителями в 1960—1970-е годы.
Первоначально опасная зона была обозначена в районе площади Решетова, примерно в радиусе 1 км от проходной БРУ-1 (так называемая карналлитовая зона). Жители из этого района были переселены (25 многоквартирных домов), ряд двухэтажных домов был демонтирован. Переселение велось в микрорайон «У пруда» и на правобережье в микрорайон «Усольский-2».
Позже началось переселение из домов ещё в двух районах: перекрёсток ул. Свердлова и Юбилейной и возле Мемориала Победы. Ещё позднее — в районе ТЦ «Икар», по адресам ул. Мира, 38 и ул. Пятилетки, 115. Снос дома № 38 начался 11 августа 2014 года.
В 2009 году были признаны аварийными 4 дома — № 66 и № 70 по ул. Юбилейная и № 43 и № 122 по ул. Свердлова. К 2010 году жители этих домов были расселены, демонтаж был проведён в течение 2012 года.
В октябре 2010 межведомственная комиссия признала аварийными 6 домов в Березниках по адресам: ул. Л. Толстого, 70, ул. Ломоносова, 81, ул. Юбилейная, 68, ул. Тельмана, 22, ул. Свободы, 35а и ул. Калинина, 3.
В августе 2011 года начался выкуп квартир аварийных домов по адресам: Ломоносова, 81, Юбилейная, 68, Тельмана, 22, Свободы, 35а, Степанова, 20, Свободы, 41, Льва Толстого, 68, Свердлова, 112.
8 августа 2014 года в Березниках проходило заседание по расселению аварийного жилфонда, на котором присутствовал губернатор Прикамья Виктор Басаргин. По итогам заседания губернатор распорядился ввести в городе режим чрезвычайной ситуации (ориентировочно — до середины августа 2014):

Риски, связанные с обвалом, сегодня существуют, есть движение. По двум участкам вынесено предостережение о необходимости экстренного расселения граждан, поэтому до середины августа мы вводим в городе режим чрезвычайной ситуации, что позволит быстро решить это проблему.

По состоянию на август 2014 года, в Березниках в очереди на расселение находилось 24 дома (8 многоквартирных и 16 частных домов). Покинуть опасный район должны 934 человека.
Согласно постановлению администрация города Березники № 1268 от 9 июля 2015 года, непригодными для проживания признаются ещё 12 многоквартирных домов по адресам: улица Железнодорожная, дома № 100 и № 102, улица Индустриализации дом № 6, улица Пятилетки, дом № 115, улица Льва Толстого, дом № 66 , проспект Ленина, дома № 3, 5 и 36, дома № 84 и № 86 по улице Юбилейной, дом № 2 по ул. Потёмина, дом № 16 по ул. Тельмана.
10 декабря 2015 года (постановления администрации города Березники № 3206-3220), признаны аварийными и подлежащими сносу ещё 15 многоквартирных домов в Березниках. Адреса очередного списка расселения: ул. Ломоносова 70 и 89; ул. Л. Толстого 64; ул. Мира 40, 50 и 51; ул. Свободы 19, 37 и 39; ул. Потёмина, 4; ул. Юбилейная, 64; ул. Тельмана, 20; ул. Большевистская, 26; ул. Калинина, 1 и пер. Ардуановский, 2.

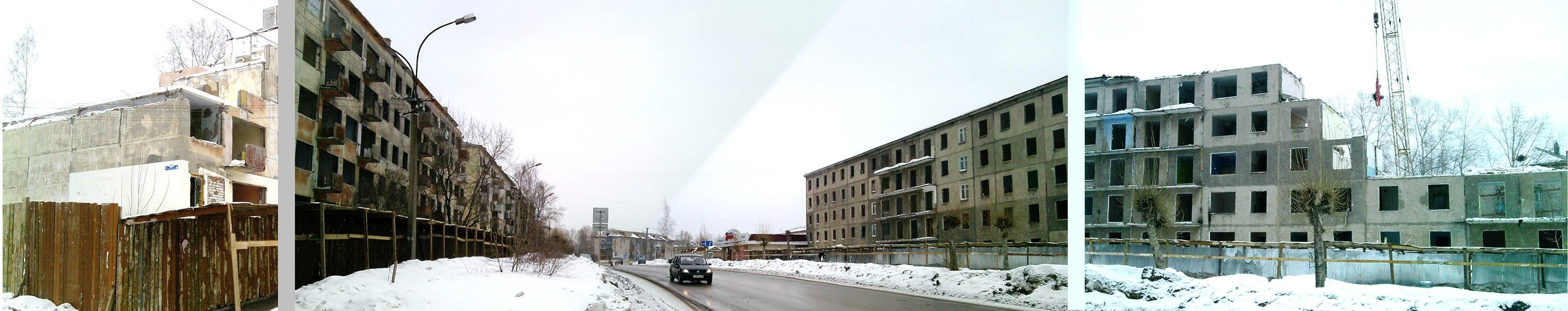
Март 2012 года Демонтаж домов 43 (слева) и 122 по ул. Свердлова в Березниках

Дом № 38 по улице Мира, 20.08.2014. Финал. На заднем плане — дом № 40.

6 октября 2016 года президент В. Путин обратил внимание на проблемы жителей Березников и потребовал наказать виновных в затягивании расселения людей из аварийных домов.

### Авария на втором соликамском руднике

#### 2014
18 ноября 2014 года «Уралкалий» сообщил об увеличении притока рассолов в шахту рудника рудоуправления Соликамск-2. Был введён план ликвидации аварии, включающий вывод штатного персонала на поверхность и приостановку добычи руды в аварийном руднике. Инцидент произошёл в том же месте, где в 1995 году произошло техногенное землетрясение.
Вечером 18 ноября восточнее промплощадки Соликамск-2 сотрудниками рудника был обнаружен провал грунта размером 20×30 м (по информации ОАО «Уралкалий» — 30×40 м). Провал находится за пределами городской застройки.
Место провала в радиусе 600 м от его центра было оцеплено, организован мониторинг состояния воздушной среды и гидромониторинг. Принято решение провести фотовидеосъёмку с помощью аэростата и установить сейсмодатчики.
К 20 ноября приток рассола уменьшился в шесть раз — до 1000 м³/ч.
Сообщается об угрозе затопления рудоуправления Соликамск-1 — единственного рудоуправления Уралкалия, на котором добывается карналлит, поставляемый для корпорации ВСМПО-Ависма. Первое рудоуправление соединяется со вторым через 20-метровую бетонную перемычку.
24 ноября пресс-служба Уралкалия сообщила, что с Ростехнадзором обсуждается возможность запуска западной части подземного шахтного комплекса для того, чтобы начать закладку пустот рудника отработанной горной породой.
В период с 18 ноября по 10 декабря 2014 года размеры провала № 5 увеличились до 50×80 м, средний уровень притока рассолов в шахту СКРУ-2 составил более 700 м³/ч (за указанный период скорость притока постоянно варьировалась). На начало февраля 2015 размеры воронки составляли 58×87 м на поверхности, глубина воронки — около 75 м. Скорость притока рассолов в рудник СКРУ-2 по-прежнему изменчива. С декабря 2014 по февраль 2015 года средний уровень притока составил около 200 м³/ч, в конце января существенно увеличился и составил около 820 м³/ч. Компания начала демонтаж и подъём из шахты неиспользуемого в работах по ликвидации последствий аварии оборудования. В частности, были разобраны и подняты на поверхность три комбайновых комплекса «Урал».
К сентябрю 2015 года размер провала увеличился в 4 раза и составил 120×125 м при глубине около 50 м. Для улучшения ситуации «Уралкалием» проводятся несколько мероприятий:
- откачка грунтовых вод (чтобы они не попадали в провал);
- по периметру под землёй закачивают специальный раствор для создания преграды на пути воды;
- сверху в провал поступает смесь для ликвидации трещин и укрепления грунта;
- мониторинг состояния земной поверхности за основным ограждением опасной зоны несколькими бригадами маркшейдеров раз в 10 суток.

Игорь Давлетшин, и. о. главы Соликамска заявлял, что «никакой угрозы для объектов промышленного и жилого сектора нет».

#### 2018
2 мая 2018 года в Соликамске в пределах огороженной опасной зоны обнаружен новый провал в 56 м к северо-западу от первой воронки. Размеры провала составляют 25×32 м. Это десятый провал на территории ВМКМС.

## Сводная таблица провалов
| № п/п | Дата образования/обнаружения                                      | Координаты                                            | Где расположен                                                                    | Размеры |
| ----- | ----------------------------------------------------------------- | ----------------------------------------------------- | --------------------------------------------------------------------------------- | --- |
| 1     | В ночь с 26 на 27 июля 1986 года                                  | 59°17′24″ с. ш. 56°49′01″ в. д. 59.595514, 56.8107319 | Севернее солеотвала БРУ-3, в лесном массиве                                       | Размеры по поверхности воды около 150×70 м, по кромке леса — 210×110 м (2010-е годы). В 1988 году глубина составляла 105 м, в 1992 — 74 м. В феврале 2000 года — 52 м |
| 2     | 5 января 1995 года                                                | 59°35′44″ с. ш. 56°48′39″ в. д.                       | Севернее дачного кооператива «Ключики», Соликамск                                 | |
| 3     | 28 июля 2007 года                                                 | 59°23′21″ с. ш. 56°46′09″ в. д.                       | На территории БРУ-1 в районе фабрики технической соли                             | 446×328 м (15.02.2009) |
| 4     | 25 ноября 2010 года                                               | 59°23′52″ с. ш. 56°46′09″ в. д.                       | Станция «Березники»                                                               | Засыпан в 2011 году, оседания продолжаются. Образуют одно озеро с провалом «Кроха»                                                                                    |
| 5     | 4 декабря 2011 года                                               | 59°24′02″ с. ш. 56°46′18″ в. д.                       | Севернее здания АБК Березниковского шахтно-строительного управления               | 135×144 м (с 11.11 по 09.12.2015) |
| 6     | 18 ноября 2014 года, при маркшейдерском наблюдении                | 59°35′37″ с. ш. 56°48′37″ в. д.                       | Дачный кооператив «Ключики», в 200 м к югу от первой соликамской воронки          | 120×125 м, глубина около 50 м (04.09.2015) |
| 7     | 17 февраля 2015 около 12:30, мониторинг северной границы ППП      | 59°23′32″ с. ш. 56°47′09″ в. д.                       | Перед фасадом школы № 26 Березников                                               | 27×29 м (с 22.07 по 19.08.2015) |
| 8     | 22 марта 2017 года около 10:00, мониторинг юго-западной части ППП | 59°23′20″ с. ш. 56°46′57″ в. д.                       | В районе дома № 29 по улице Котовского, Березники                                 | 2,2×2,4 м (22.03.2017) |
| 9     | 9 апреля 2017 года, мониторинг юго-западной части ППП             | 59°23′20″ с. ш. 56°46′59″ в. д.                       | В 21 м восточнее дома № 29 по ул. Котовского, Березники                           | 7,5×10 м, глубина — 8 м (19.05.2017) |
| 10    | 18 апреля 2018 года около 10:00, при маркшейдерском наблюдении    | 59°23′20″ с. ш. 56°47′00″ в. д.                       | В районе дома № 33 по ул. Котовского, Березники                                   | 4,5×7,5 м, глубина около 3,5 м (18.04.2018) |
| 11    | 2 мая 2018 года, при маркшейдерском наблюдении                    | 59°35′39″ с. ш. 56°48′32″ в. д.                       | Дачный кооператив «Ключики», в 56 м к северо-западу от второй соликамской воронки | 25×32 м (02.05.2018) |